# Руско-турски рат (1686—1700)
Руско-турски рат (1686-1700) део је Великог бечког рата европских хришћанских држава против Османског царства.

## Рат
Царска Русија придружила се европској коалицији Светој лиги формираној након турске опсаде Беча 1683. године. Лигу су поред Русије чиниле следеће државе: Свето римско царство (Аустрија), Пољско-литванска унија и Млетачка република. Руска кампања у рату састојала се од две велике офанзиве: Кримска офанзива из 1687. године и Азовска офанзива (1695/1696). Обе кампање Русија је успешно водила.
Чланице Свете лиге потписују 1699. године мир са Османским царством у Сремским Карловцима. Руси склапају мир следеће године у Истанбулу. Према одредбама Истанбулског мира Руси су добили Азов и тврђаву Таганрог на ушћу Дона у Азовско море.